# Final da Taça da Liga de 2018–19
A Final da Taça da Liga de 2018–19 foi a final da 12.ª edição da Taça da Liga, competição organizada pela Liga Portuguesa. A final foi disputada a 26 de janeiro de 2019, no Estádio Municipal de Braga.
A competição envolveu os 32 clubes que disputam os dois principais escalões do sistema de ligas de futebol de Portugal – 18 da Primeira Liga e 14 da Segunda Liga – durante a época 2018–19.
O Futebol Clube do Porto e o Sporting Clube de Portugal enfrentaram-se numa final inédita na competição. O Sporting CP venceu o clássico por 3–1 no desempate por grandes penalidades após empate a uma bola no tempo regulamentar, vencendo assim a sua segunda Taça da Liga. O FC Porto, com a derrota na final, falhou a chance de tornar-se o terceiro clube a vencer todas as competições a nível nacional.

## Historial
Pela terceira época consecutiva, a competição contou com um formato em final four com as semifinais e a final a serem disputadas num espaço de poucos dias no mesmo estádio. O Estádio Municipal de Braga hospedou todos os jogos da fase final da competição. 
As duas equipas protagonizaram uma final inédita na Taça da Liga .
O Porto qualificou-se para a sua terceira final no entanto, nunca tendo conquistado o título.
O Sporting qualificou-se para a sua quarta final, tendo vencido o seu primeiro troféu nesta prova na edição anterior da mesma.

## Qualificação
| Team           | Pld | W | D | L | GF | GA | GD | Pts |
| -------------- | --- | - | - | - | -- | -- | -- | --- |
| FC Porto       | 3   | 2 | 1 | 0 | 7  | 4  | +3 | 7   |
| Chaves         | 3   | 2 | 1 | 0 | 5  | 2  | +3 | 7   |
| Varzim         | 3   | 1 | 0 | 2 | 5  | 8  | –3 | 3   |
| Belenenses SAD | 3   | 0 | 0 | 3 | 2  | 5  | –3 | 0   |

| Team     | Pld | W | D | L | GF | GA | GD | Pts |
| -------- | --- | - | - | - | -- | -- | -- | --- |
| Sporting | 3   | 2 | 0 | 1 | 8  | 4  | +4 | 6   |
| Estoril  | 3   | 2 | 0 | 1 | 4  | 3  | +1 | 6   |
| Feriense | 3   | 2 | 0 | 1 | 6  | 7  | -1 | 6   |
| Marítimo | 3   | 0 | 0 | 3 | 3  | 7  | –4 | 0   |

## Partida
| 26 de janeiro de 2019 | Porto                | 1 – 1  | Sporting              | Estádio Municipal de Braga             |
| 19:45                 | Fernando Andrade 79' | Report | Bas Dost 90+2' (pen.) | Público: 25 213 Árbitro: João Pinheiro |

| Porto | Sporting |

|                                    |       | Penalidades                      |  |
| Alex Telles Militão Hernâni Felipe | 1 – 3 | Dost Coates Bruno Fernandes Nani |  |

## Campeão
| Taça da Liga de 2018–19 |
| ----------------------- |
| Sporting CP 2.º Título  |